# Giro del Delfinato 1979
Il Giro del Delfinato 1979, trentunesima edizione della corsa, si svolse dal 21 al 28 maggio su un percorso di 1394 km ripartiti in 7 tappe (la quinta e la settima suddivise in due semitappe) più un cronoprologo, con partenza a Mâcon e arrivo ad Annecy. Fu vinto dal francese Bernard Hinault della Renault-Gitane davanti all'olandese Henk Lubberding e allo spagnolo Francisco Galdós.

## Tappe
| Tappa  | Data      | Percorso                                      | km   | Vincitore di tappa | Leader cl. generale |
| ------ | --------- | --------------------------------------------- | ---- | ------------------ | ------------------- |
| Prol.  | 21 maggio | Mâcon > Mâcon (cron. individuale)             | 3    | Joop Zoetemelk     | Joop Zoetemelk      |
| 1ª     | 22 maggio | Mâcon > Roanne                                | 236  | Klaus-Peter Thaler | Klaus-Peter Thaler  |
| 2ª     | 23 maggio | Roanne > Villeurbanne                         | 209  | Frits Pirard       | Klaus-Peter Thaler  |
| 3ª     | 24 maggio | Villeurbanne > Avignone                       | 228  | Bernard Hinault    | Bernard Hinault     |
| 4ª     | 25 maggio | Avignone > Valence                            | 217  | Marc Demeyer       | Bernard Hinault     |
| 5ª-1ª  | 26 maggio | Valence > Grenoble                            | 138  | Leo van Vliet      | Bernard Hinault     |
| 5ª-2ª  | 26 maggio | La Bastille > La Bastille (cron. individuale) | 4    | Bernard Hinault    | Bernard Hinault     |
| 6ª     | 27 maggio | Grenoble > Chambéry                           | 200  | Bernard Hinault    | Bernard Hinault     |
| 7ª-1ª  | 28 maggio | Chambéry > Annecy                             | 122  | Wilfried Wesemael  | Bernard Hinault     |
| 7ª-2ª  | 28 maggio | Annecy > Annecy (cron. individuale)           | 37   | Bernard Hinault    | Bernard Hinault     |
| Totale | Totale    | Totale                                        | 1394 |                    |                     |

## Dettagli delle tappe

### Prologo
- 21 maggio: Mâcon > Mâcon (cron. individuale) – 3 km

| Pos. | Corridore       | Squadra    | Tempo |
| ---- | --------------- | ---------- | ----- |
| 1    | Joop Zoetemelk  | Miko       | 4'26" |
| 2    | Bernard Hinault | Renault    | a 1"  |
| 3    | Stefan Mutter   | TI-Raleigh | a 3"  |

| Pos. | Corridore       | Squadra    | Tempo |
| ---- | --------------- | ---------- | ----- |
| 1    | Joop Zoetemelk  | Miko       | 4'26" |
| 2    | Bernard Hinault | Renault    | a 1"  |
| 3    | Stefan Mutter   | TI-Raleigh | a 3"  |

### 1ª tappa
- 22 maggio: Mâcon > Roanne – 236 km

| Pos. | Corridore          | Squadra    | Tempo    |
| ---- | ------------------ | ---------- | -------- |
| 1    | Klaus-Peter Thaler | TI-Raleigh | 5h57'12" |
| 2    | Jacques Esclassan  | Peugeot    | s.t.     |
| 3    | Régis Ovion        | Peugeot    | s.t.     |

| Pos. | Corridore          | Squadra    | Tempo    |
| ---- | ------------------ | ---------- | -------- |
| 1    | Klaus-Peter Thaler | TI-Raleigh | 6h01'32" |
| 2    | Joop Zoetemelk     | Miko       | a 6"     |
| 3    | Bernard Hinault    | Renault    | a 7"     |

### 2ª tappa
- 23 maggio: Roanne > Villeurbanne – 209 km

| Pos. | Corridore         | Squadra  | Tempo    |
| ---- | ----------------- | -------- | -------- |
| 1    | Frits Pirard      | Miko     | 5h50'43" |
| 2    | Marc Demeyer      | Flandria | a 4"     |
| 3    | Jacques Esclassan | Peugeot  | s.t.     |

| Pos. | Corridore          | Squadra    | Tempo     |
| ---- | ------------------ | ---------- | --------- |
| 1    | Klaus-Peter Thaler | TI-Raleigh | 11h52'15" |
| 2    | Joop Zoetemelk     | Miko       | a 6"      |
| 3    | Bernard Hinault    | Renault    | a 7"      |

### 3ª tappa
- 24 maggio: Villeurbanne > Avignone – 228 km

| Pos. | Corridore       | Squadra | Tempo    |
| ---- | --------------- | ------- | -------- |
| 1    | Bernard Hinault | Renault | 5h39'44" |
| 2    | Lucien Van Impe | KAS     | s.t.     |
| 3    | Joop Zoetemelk  | Miko    | s.t.     |

| Pos. | Corridore       | Squadra | Tempo     |
| ---- | --------------- | ------- | --------- |
| 1    | Bernard Hinault | Renault | 17h31'50" |
| 2    | Joop Zoetemelk  | Miko    | a 9"      |
| 3    | Lucien Van Impe | KAS     | a 23"     |

### 4ª tappa
- 25 maggio: Avignone > Valence – 217 km

| Pos. | Corridore         | Squadra    | Tempo    |
| ---- | ----------------- | ---------- | -------- |
| 1    | Marc Demeyer      | Flandria   | 5h44'37" |
| 2    | Jacques Esclassan | Peugeot    | s.t.     |
| 3    | Wilfried Wesemael | TI-Raleigh | s.t.     |

| Pos. | Corridore       | Squadra | Tempo     |
| ---- | --------------- | ------- | --------- |
| 1    | Bernard Hinault | Renault | 23h36'07" |
| 2    | Joop Zoetemelk  | Miko    | a 9"      |
| 3    | Lucien Van Impe | KAS     | a 23"     |

### 5ª tappa - 1ª semitappa
- 26 maggio: Valence > Grenoble – 138 km

| Pos. | Corridore     | Squadra    | Tempo    |
| ---- | ------------- | ---------- | -------- |
| 1    | Leo van Vliet | TI-Raleigh | 3h09'41" |
| 2    | Pascal Simon  | Peugeot    | s.t.     |
| 3    | Walter Polini | Magniflex  | s.t.     |

| Pos. | Corridore       | Squadra | Tempo     |
| ---- | --------------- | ------- | --------- |
| 1    | Bernard Hinault | Renault | 20h41'34" |
| 2    | Joop Zoetemelk  | Miko    | a 9"      |
| 3    | Lucien Van Impe | KAS     | a 23"     |

### 5ª tappa - 2ª semitappa
- 26 maggio: La Bastille > La Bastille (cron. individuale) – 4 km

| Pos. | Corridore       | Squadra | Tempo  |
| ---- | --------------- | ------- | ------ |
| 1    | Bernard Hinault | Renault | 10'12" |
| 2    | Joop Zoetemelk  | Miko    | a 12"  |
| 3    | Lucien Van Impe | KAS     | a 13"  |

| Pos. | Corridore       | Squadra | Tempo     |
| ---- | --------------- | ------- | --------- |
| 1    | Bernard Hinault | Renault | 20h51'46" |
| 2    | Joop Zoetemelk  | Miko    | a 21"     |
| 3    | Lucien Van Impe | KAS     | a 36"     |

### 6ª tappa
- 27 maggio: Grenoble > Chambéry – 200 km

| Pos. | Corridore       | Squadra    | Tempo    |
| ---- | --------------- | ---------- | -------- |
| 1    | Bernard Hinault | Renault    | 6h22'24" |
| 2    | Henk Lubberding | TI-Raleigh | a 4"     |
| 3    | Stefan Mutter   | TI-Raleigh | a 2'22"  |

| Pos. | Corridore                | Squadra    | Tempo     |
| ---- | ------------------------ | ---------- | --------- |
| 1    | Bernard Hinault          | Renault    | 32h58'47" |
| 2    | Henk Lubberding          | TI-Raleigh | a 8'36"   |
| 3    | Gianbattista Baronchelli | Magniflex  | a 10'30"  |

### 7ª tappa - 1ª semitappa
- 28 maggio: Chambéry > Annecy – 122 km

| Pos. | Corridore                 | Squadra    | Tempo    |
| ---- | ------------------------- | ---------- | -------- |
| 1    | Wilfried Wesemael         | TI-Raleigh | 3h17'06" |
| 2    | Christian Poirier         | La Redoute | s.t.     |
| 3    | Pierre-Raymond Villemiane | Renault    | s.t.     |

| Pos. | Corridore                | Squadra    | Tempo     |
| ---- | ------------------------ | ---------- | --------- |
| 1    | Bernard Hinault          | Renault    | 36h17'28" |
| 2    | Henk Lubberding          | TI-Raleigh | a 8'36"   |
| 3    | Gianbattista Baronchelli | Magniflex  | a 10'30"  |

### 7ª tappa - 2ª semitappa
- 28 maggio: Annecy > Annecy (cron. individuale) – 37 km

| Pos. | Corridore         | Squadra    | Tempo  |
| ---- | ----------------- | ---------- | ------ |
| 1    | Bernard Hinault   | Renault    | 49'06" |
| 2    | Joop Zoetemelk    | Miko       | a 23"  |
| 3    | Jean-Marie Michel | La Redoute | a 41"  |

| Pos. | Corridore        | Squadra    | Tempo     |
| ---- | ---------------- | ---------- | --------- |
| 1    | Bernard Hinault  | Renault    | 37h06'26" |
| 2    | Henk Lubberding  | TI-Raleigh | a 10'27"  |
| 3    | Francisco Galdós | KAS        | a 11'56"  |

## Classifiche finali

### Classifica generale
| Pos. | Corridore                | Squadra                    | Tempo     |
| ---- | ------------------------ | -------------------------- | --------- |
| 1    | Bernard Hinault          | Renault-Gitane             | 37h06'26" |
| 2    | Henk Lubberding          | Ti-Raleigh-Mc Gregor       | a 10'27"  |
| 3    | Francisco Galdós         | KAS                        | a 11'56"  |
| 4    | Gianbattista Baronchelli | Magniflex-Famcucine        | a 12'43"  |
| 5    | Jo Maas                  | Daf Trucks-Aida            | a 14'01"  |
| 6    | Joaquim Agostinho        | Flandria-Ca va Seul-Sunair | a 14'05"  |
| 7    | Jean-René Bernaudeau     | Renault-Gitane             | a 14'44"  |
| 8    | Stefan Mutter            | Ti-Raleigh-Mc Gregor       | a 16'23"  |
| 9    | Robert Alban             | Fiat                       | a 16'51"  |
| 10   | Mariano Martínez         | La Redoute-Motobecane      | a 16'52"  |